# Oumayma Dardour
Oumayma Dardour (født 6. januar 1996) er en tunesisk håndboldspiller, der spiller for franske Rouen Handball og Tunesiens kvindehåndboldlandshold.
Hun har repræsenteret Tunesiens landshold ved VM 2015 i Danmark, VM 2017 i Tyskland og VM 2021 i Spanien
Hun var med til vinde sølv ved Afrikamesterskabet 2016 i Luanda og bronze i 2016 i Yaoundé.